# Volební právo

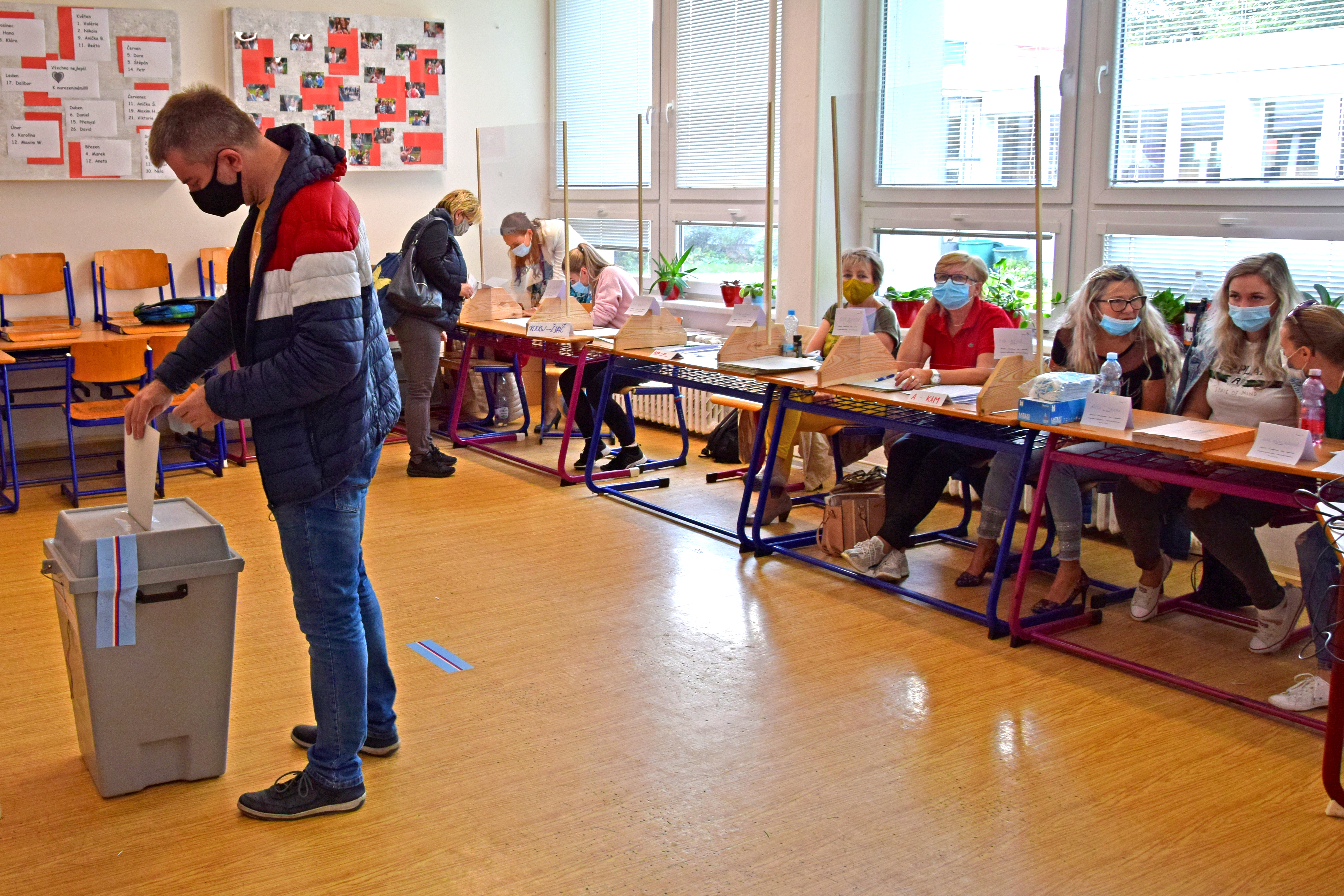
Volby do zastupitelstev krajů v Česku 2020, volební místnost v Olomouci.

Volební právo znamená právo občanů účastnit se voleb do státních a samosprávných orgánů a funkcí. Rozlišuje se přitom volební právo aktivní, které znamená, že občan smí volit, a volební právo pasivní, které znamená, že občan smí kandidovat a být volen.
V moderních demokraciích je za normu považováno volební právo
- všeobecné – každý svéprávný občan od určitého věku smí volit, bez ohledu na původ, pohlaví, náboženské přesvědčení, rasu a podobně;
- rovné – každý hlas váží stejně, neexistují privilegovaní voliči s větším vlivem na výsledek voleb;
- tajné – volič nemusí zveřejnit, komu odevzdal hlas. (tajné hlasování se považuje za svobodné hlasování); vizte čl. 21(3) Všeobecné deklarace lidských práv a čl.25 Mezinárodního paktu o občanských a politických právech.

Volba přitom může být přímá, pokud voliči volí přímo jednoho z uchazečů o funkci, anebo nepřímá, pokud vybírají volitele, kteří teprve provedou vlastní volbu. Přímá volba se používá například při volbách českých prezidentů.

## Historie českého volebního práva od 19. století
Volební právo nebylo na českém území až do roku 1919 rovné. V 19. století se volilo dle volebních kurií, do nichž byli občané děleni dle jejich majetku a zároveň i poměr hlasů z těchto kurií nebyl stejný, neboť váha hlasu občana z první kurie měla vyšší hodnotu než občana spadajícího do kurie páté. Do roku 1896 byli takto občané děleni do čtyř kurií, a to kurie velkostatkářské, kurie obchodních měst, kurie obchodních a živnostenských komor a kurie venkovských obcí. Z volebního práva byly v této době vyloučeny ženy (vyjma první, velkostatkářské kurie), příslušníci ozbrojených sil a dělnictvo.
Díky Taaffeho novele z roku 1882 se snížil volební census v městské (druhé) a také venkovské (čtvrté) kurii. Díky této novele také Němci ztratili své vedoucí postavení.
Roku 1896 se reformou hraběte Badeniho k současným čtyřem zavedla ještě pátá volební kurie, do které spadali všichni muži – občané starší 24 let.
Roku 1907 byl kuriální systém zrušen a zaveden systém jedinovolby do Poslanecké sněmovny Říšské rady, čímž bylo zavedeno všeobecné, rovné a tajné volební právo pro muže. Území bylo poté rozděleno na volební okresy, kde byl pro každý okres volen jeden poslanec (vyjma Haliče, zde byli voleni poslanci dva). Aktivní volební právo k volbě poslance má tedy každý dospělý muž starší 24 let, který má rakouské státní občanství a volební právo mu nebylo odebráno a který bydlí místě volby minimálně rok. Volen mohl být každý, kdo mohl volit a zároveň byl starší 30 let.
Všeobecné rovné právo tak, jak ho známe dnes, bylo zavedeno až po vzniku Československé republiky.
V Ústavě ČSR z roku 1920 bylo zakotveno všeobecné, přímé, rovné a tajné volební právo (Podle § 8 Ústavy: „Sněmovna poslanecká má 300 členů, kteří se volí podle všeobecného, rovného, přímého, tajného práva hlasovacího podle zásady poměrného zastoupení“. A podle § 13: „Senát má 150 členů, kteří se volí podle všeobecného, rovného, přímého, tajného práva hlasovacího podle zásady poměrného zastoupení.“). Aktivní volební právo pro volby do Poslanecké sněmovny měli tehdy občané starší 21 let a do Senátu starší 26 let. Pasivní volební právo (právo být volen) do Poslanecké sněmovny měli občané starší 30 let a do Senátu starší 45 let věku.
Volební právo v obcích bylo upraveno „řádem volení v obcích republiky Československé“ (č. 75/1919 Sb.), kde aktivní volební právo bylo podmíněno věkem občana minimálně 21 let a zároveň domovským právem k obci trvajícím alespoň 3 měsíce. Pasivní volební právo bylo podmíněno minimálním věkem 26 let, volební povinností občana a povinností přijmout volbu, zároveň musí v obci alespoň 1 rok bydlet.
Od února 1920 bylo v československé ústavě zakotveno volební právo žen. První parlamentní volby, ve kterých měly ženy právo volit, byly volby do poslanecké sněmovny a senátu, které se konaly v dubnu 1920.